# Emil Filla

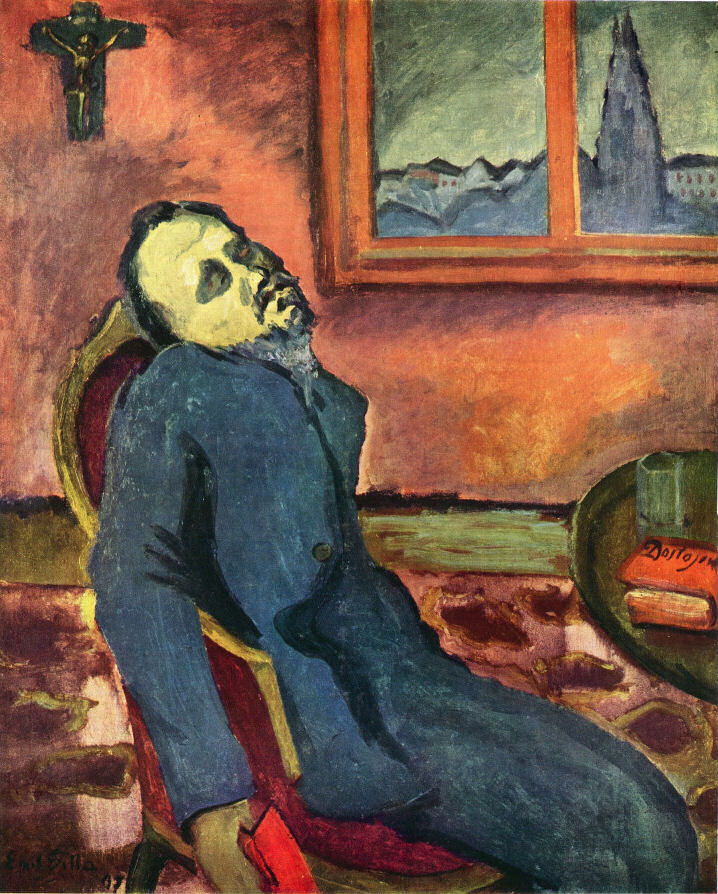
Expresionistický obraz Čtenář Dostojevského z roku 1907

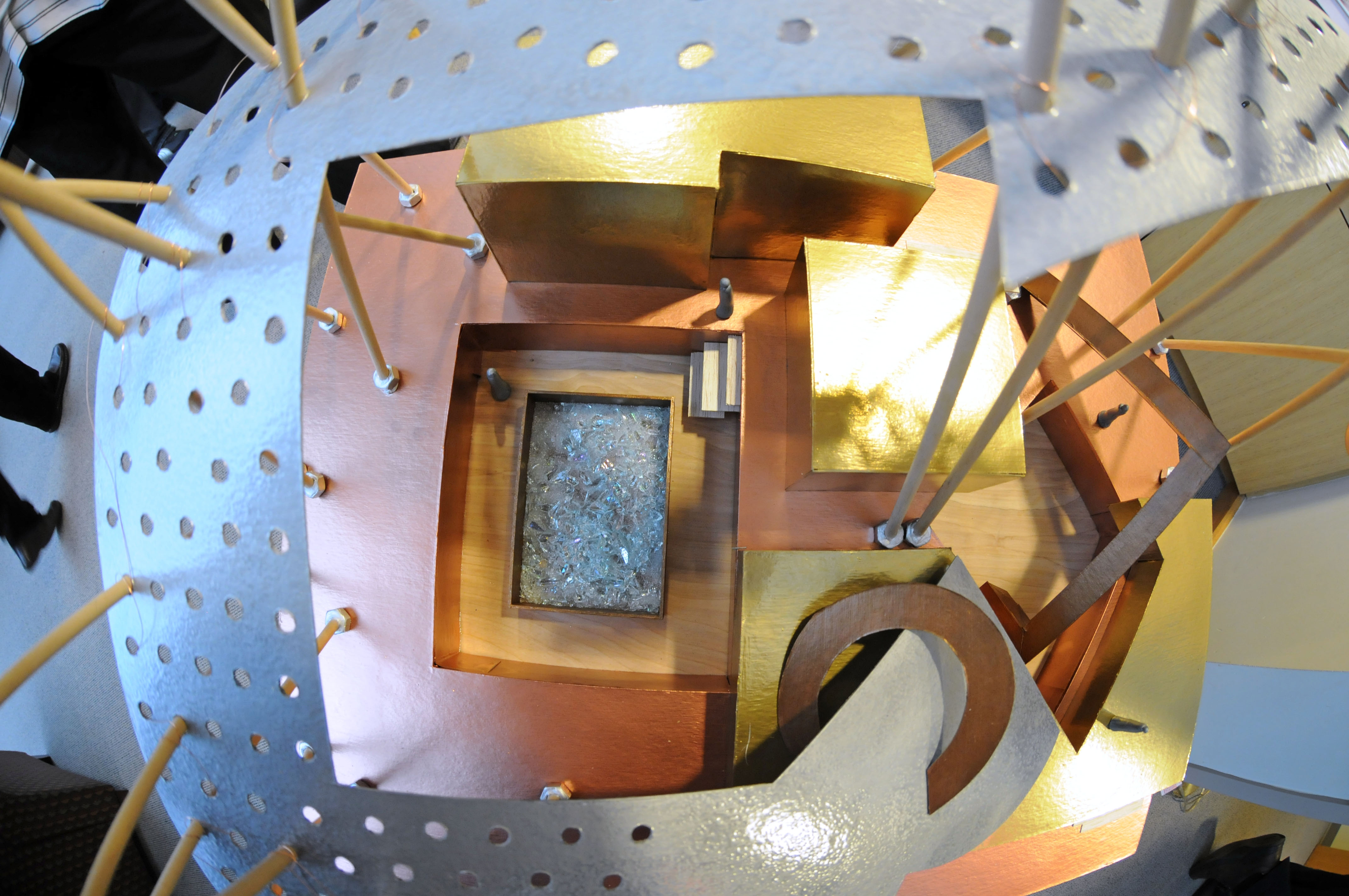
3D model Mary Hejinové dle originálu od Emila Filly

Emil Filla, křtěný Emil František Josef (3. dubna 1882 Chropyně – 7. října 1953 Praha), byl český kubistický malíř, grafik a sochař.

## Život a umělecká dráha

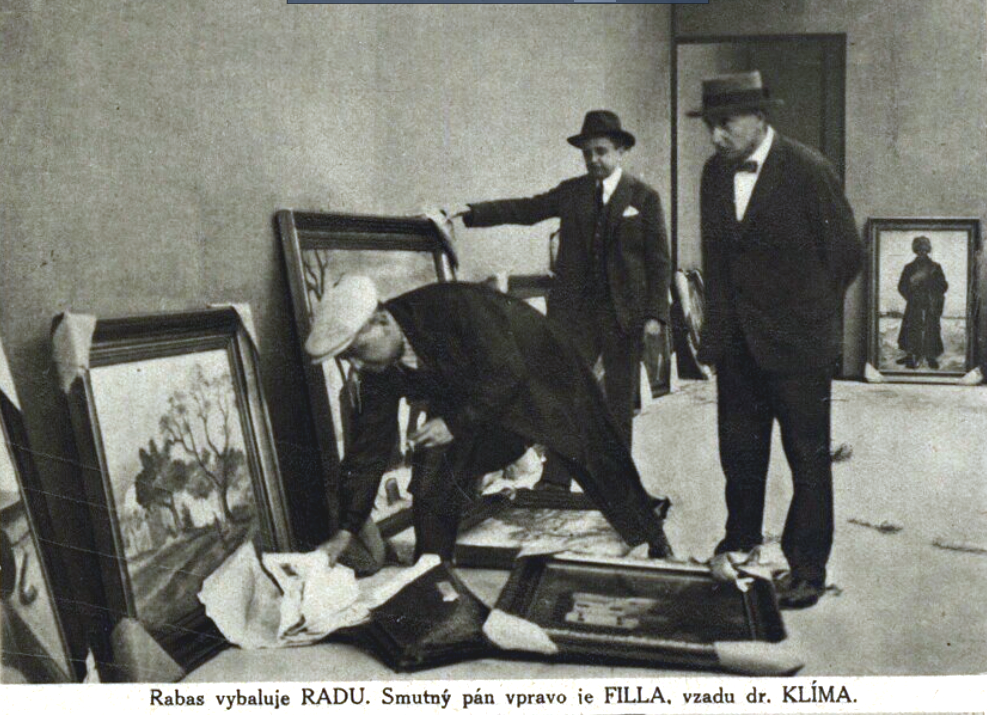
Vlastimil Rabas (vlevo) a Emil Filla (vpravo) na výstavě moderního umění, Brno 1928

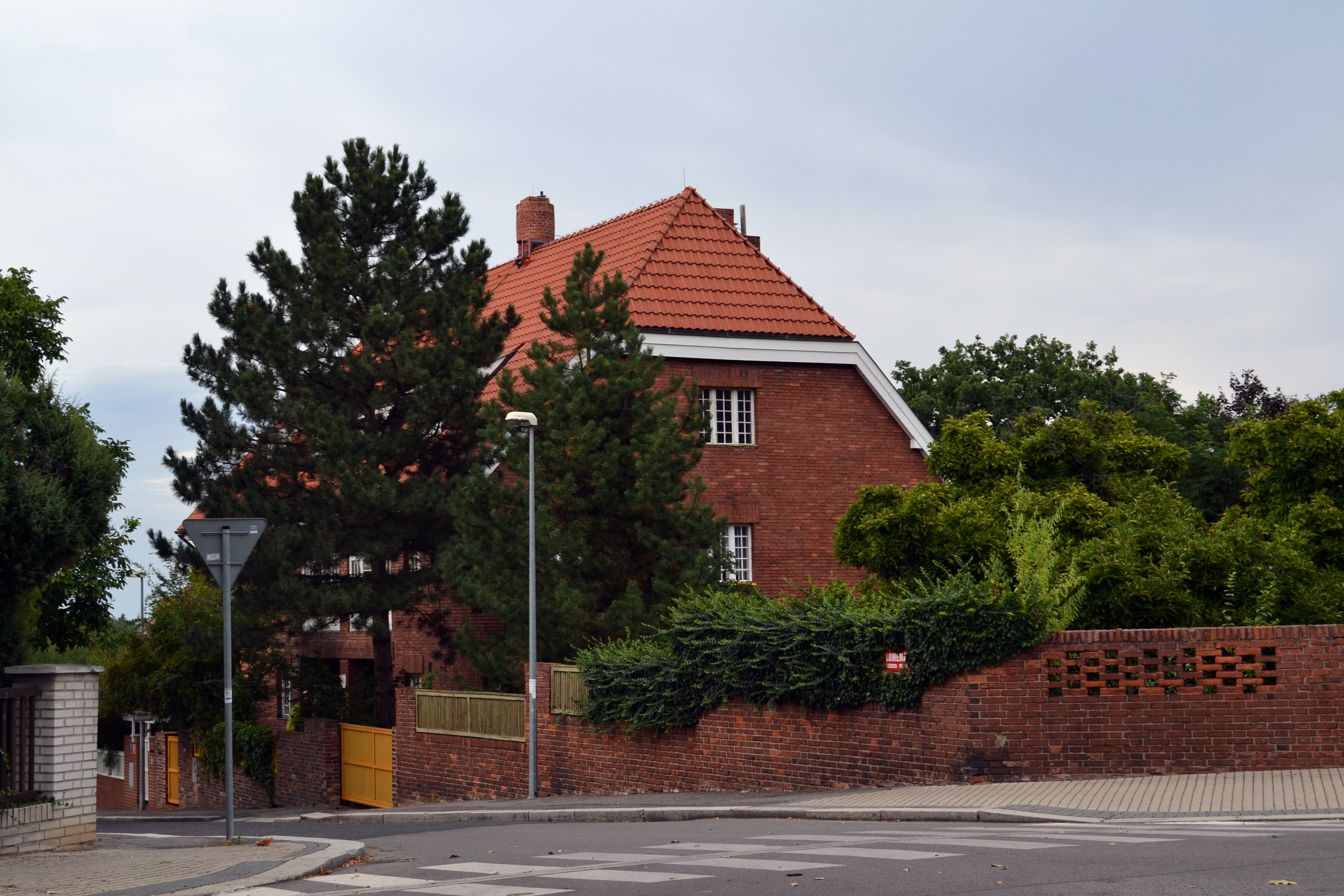
Vila Emila Filly v Praze-Střešovicích

### Mládí a studium
Narodil se 3. dubna 1882 do rodiny železničního úředníka Františka Filly a Žofie, roz. Kotoučkové, v Chropyni č. p. 146 (budova nádraží). Dětství prožil v Brně, kde také absolvoval obchodní školu a poté pracoval jako úředník pojišťovny. Práce úředníka jej však vůbec nenaplňovala, a proto po několika měsících odešel do Prahy.
V letech 1903–1906 studoval v Praze na Akademii výtvarných umění monumentální malbu, v ateliéru Vlaho Bukovace. Školu však opustil po třech letech kvůli konvenčním metodám i náplni výuky a spolu s několika svými spolužáky se rozhodl hledat novou cestu.

### Počátky umělecké dráhy a manželství
V prvním období tvorby jej výrazně ovlivnilo především dílo malíře Edvarda Muncha, který měl v roce 1905 v Praze výstavu. Filla se stal členem umělecké skupiny Osma, s níž vystavoval v letech 1907 a 1908. Z této doby pochází jeho expresionistické dílo (Čtenář Dostojevského, 1907; Hráči šachů, 1908; Červené eso, 1908). V roce 1909 vstoupil do Spolku výtvarných umělců Mánes, jehož byl nepřetržitě členem – s přestávkou působení ve Skupině výtvarných umělců (1911–1914) – až do své smrti.
V roce 1910 se v jeho tvorbě poprvé začaly objevovat prvky kubismu, nejprve jako kuboexpresionismus (Podzim, 1910; Salome, 1911; Utěšitel, 1911; Dvě ženy, 1912; Koupání 1912), které bylo mj. ovlivněno dílem raně barokního malíře El Greca, postupně však vytvářel i díla vysloveně kubistická, silně ovlivněná obrazy Pabla Picassa a Georgesa Braqua. V té době maloval především zátiší (Zátiší s koflíkem a lahví, 1913; Zátiší s podnosem, 1914; Zátiší se sklenicí, 1914). Zabýval se však také sochařskou tvorbou (Hlava, 1913), figurální malbou (Kuřák, 1913; Čtenář, 1913; Žena, 1914). V zátiší se objevují i prvky koláže (Zátiší s tabákem, 1914), protože do nich vlepuje části novinového textu, etikety atp.
Dne 27. března 1912 se v Královských Vinohradech (tehdy samostatné obci u hranice Prahy) oženil se svou budoucí celoživotní partnerkou, malířkou Hanou (Johanou) Krejčí, dcerou profesora filozofie na Pražské univerzitě Františka Krejčího . Manželství bylo bezdětné.

### První světová válka
Několik let před první světovou válkou často pobýval v Paříži. Po vstoupení Francie do války však musel odejít do Nizozemska. Vedle intenzívní malířské tvorby (Zátiší se slanečkem, 1915; Čtenářka, 1915; Muž v klobouku, 1916; Zlaté rybičky u okna, 1916; Holandské zátiší, 1917) spolupracoval s,  Maffií, hlavním orgánem českého domácího odboje. Mimo jiné vyvolával zprávy psané neviditelným inkoustem, které mu do Holandska posílali domácí odbojáři. Vyvolané zprávy předával dál.

### První republika
Po válce působil jako velvyslanecký rada v Nizozemsku, brzy se však vrátil do Československa a pracoval na ministerstvu zahraničí. Podobně jako před téměř dvaceti lety této úřednické práce po několika měsících zanechal a opět se intenzivně pustil do malování. Středem jeho malířského zájmu bylo opět především zátiší (Zátiší na stole, 1920; Zátiší, 1922; Zátiší s notami, 1923; Zátiší s rakem, 1927; Zátiší s lahví, sklenicí a lulkou, 1929; Zátiší s loutnou, džbánem a ovocem, 1929; Zátiší s kytarou, 1929), ovšem, na rozdíl od holandského období, v nich nyní dominovala barva. Ve třicátých letech se v jeho tvorbě objevilo téma ženy (Dívka s mandolínou, 1929; Stojící ženská postava, 1930; Hlava dívky, 1930; Žena s býčí hlavou, 1930; Hlava, 1934; Žena se psem, 1936; Tři ženy, 1937). Vzrůstající nebezpečí nacismu v Německé říši ho vedlo k aktivní účasti na akcích, jež před touto ideologií varovaly. Filla na toto nebezpečí reagoval i umělecky. Vytvořil proto cykly o Héraklových zápasech, českých a slovenských lidových písní (Bude vojna, bude, Člověk a smrt, Válka, 1939), ale  především v této době stvořil cyklus Boje a zápasy, v nichž spolu zápasí zvířata (Tropická noc, Kůň napadený lvem, Bílá noc, 1938). V této době opět vznikala i jeho drobná sochařská díla.

### V době německé okupace
V první den druhé světové války (napadení Polska nacistickým Německem) byl v rámci Akce Albrecht I., spolu s řadou dalších významných osobností (patřil k nim např. Josef Čapek) gestapem zatčen a uvězněn v koncentračním táboře Dachau, později v Buchenwaldu. V koncentračním táboře nemaloval, ale napsal tam řadu teoretických textů, a dokonce několik básní. Na rozdíl od mnoha dalších osobností věznění přežil a hned v roce 1945 mu byla uspořádána v Mánesu výstava, na níž byla uvedena jeho dosud nevystavovaná díla z let 1938–1939, vesměs z okruhu „Bojů a zápasů“.

### Po druhé světové válce
V roce 1945 byl jmenován profesorem nově založené Vysoké školy uměleckoprůmyslové v Praze. V letech 1945–1952 v jeho ateliéru absolvovaly studium čtyři desítky malířů. Jako vysokoškolský pedagog vstoupil do KSČ, kterou upřímně vítal jako koncept moderního pokrokového života.[zdroj?] Jeho světový názor se dovršil během pobytu v koncentračním táboře v Buchenwaldu, kde také prodělal šest infarktů a jeho zdraví zůstalo podlomené. Trvalo ještě rok, než se pustil do tvůrčí práce. V malbách i grafikách navázal na předválečné cykly a intenzivně se věnoval zátiší. Třikrát se vrátil k tématu Buchenwaldu (Osvobození Buchenwaldu, 1947).
Komunistický režim, který po roce 1948 propagoval socialistický realismus podle sovětského vzoru, odmítl celou předválečnou výtvarnou modernu. V dopise adresovaném roku 1949 sběrateli Emanuelu Hloupému si Filla stěžuje: „(...) já Vám budu povídat, jak našemu – to jest mému umění tady odzvonili a jak zas trpělivě snáším všechno příkoří, které jsem myslel, že už se nikdy nevrátí. (...)“ Při oceňování Fillova odkazu po jeho smrti roku 1954 uvedli přizvaní znalci Svazu československých výtvarných umělců (Josef Liesler, Vladimír Sychra), že v případě Fillova předválečného díla „se jedná o ryze formalistickou tvorbu, která vzhledem k současným uměleckým zásadám nemůže nalézti ani umístění, ani docenění. Díla tohoto druhu mají význam pouze jako historický doklad minulé formalistické éry v dějinách umění. Peněžitou cenu nemají.“
Od roku 1947 až do své smrti vytvářel krajinomalby Českého středohoří (Slavětín u Peruce, 1949; Hazmburk u Stradonic, 1950; Od Brníkova, 1951; Hazmburk, 1951; Lounské kopce, 1951; Stradonice, 1952; Kamýk u Litoměřic, 1952; Chožov, 1952). Tyto obrazy vznikly na zámku v Peruci, jehož jedno křídlo dostal v roce 1946 k užívání. V krajinách Českého středohoří Filla reagoval na dílo holandského krajináře Jana van Goyena, o němž v téže době také napsal knihu. Zároveň mu tyto krajiny zřejmě byly i jistou formou terapie z válečných hrůz. Krajiny Českého středohoří byly vystaveny v únoru 1951 v Domě umění v Brně a v dubnu 1952 v Praze..
Od roku 1947 pracoval také na svém nejvýznamnějším poválečném díle, cyklu monumentálních maleb na papíře (a hedvábí) na téma slovenských zbojnických písní (Ovce moje ovce, 1951; Hej nebudem rolníkom, 1951; Zaleť sokol biely vták, 1950), v němž Filla umělecky vycházel nejen z kubismu, ale také z lidového umění a dokonce i z tradiční čínské tušové malby. Zároveň tímto dílem navázal na předválečný cyklus na téma Erbenovy Kytice a cyklus lidových písní (Žaloval sa pták ptákovi; Bude vojna bude). Tyto práce měly být v roce 1951 vystaveny, k výstavě však nedošlo, s poukazem na to, že obrazy jsou „ohavné“ a neodpovídají tehdy striktně prosazovanému socialistickému realismu.[zdroj?][kdo?] V roce 1952 oslavil sedmdesáté narozeniny dvěma soubornými výstavami, a to v galerii Práce na Václavském náměstí a v galerii Mánes . Téhož roku ze zdravotních důvodů opustil místo pedagoga na VŠUP.

### Závěr života

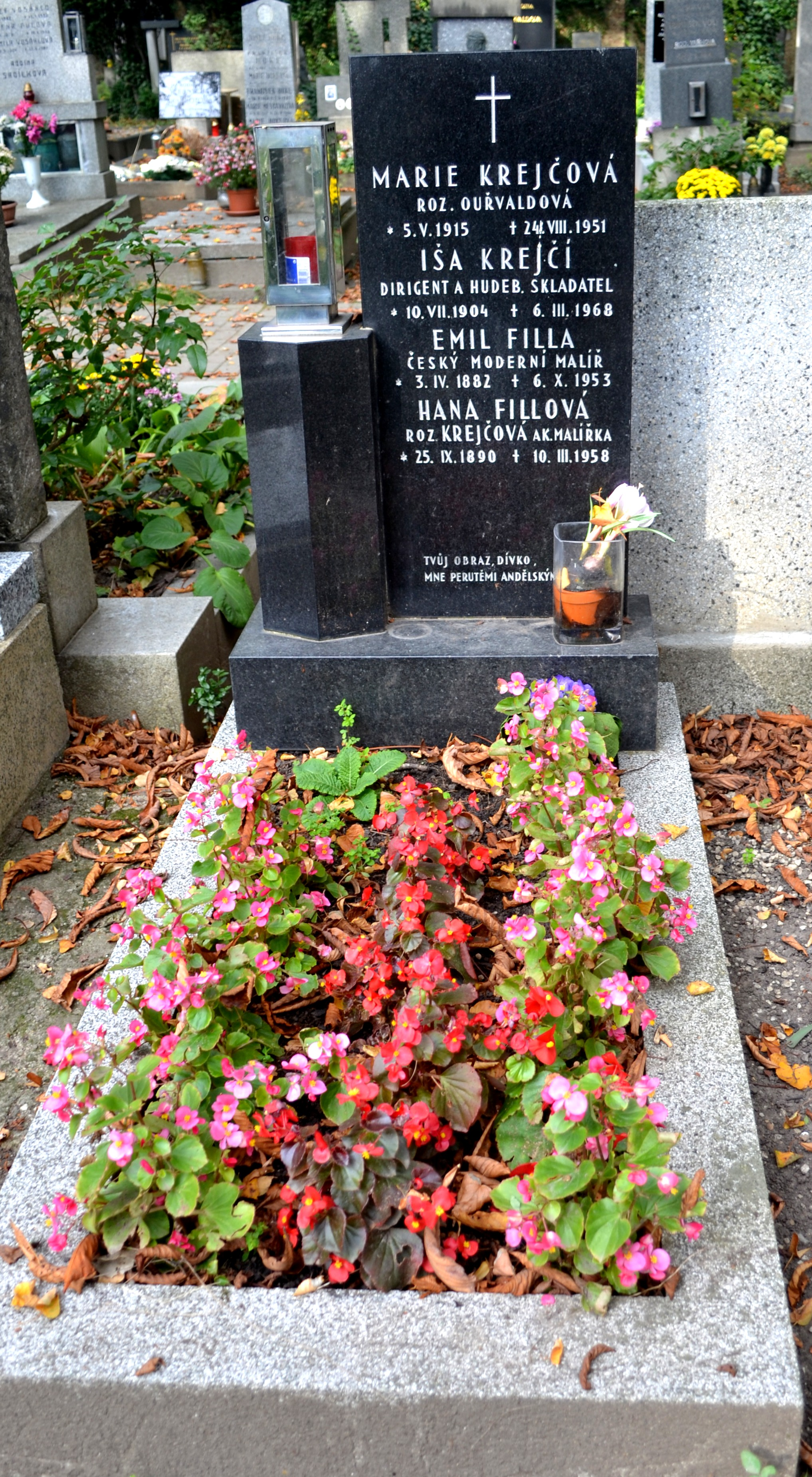
Hrob v Praze 6 – Střešovicích

Filla zemřel 6. října 1953 v Praze, na svůj sedmý infarkt. Byl pohřben na hřbitově v Praze-Střešovicích (Cukrovarnická 15/131), kde sdílí hrob se svou ženou, akademickou malířkou Hanou Fillovou, rozenou Krejčovou (25. září 1890 – 10. března 1958) a švagrem, hudebním skladatelem Išou Krejčím (10. července 1904 – 6. března 1968).

## Charakteristika osobnosti
Emil Filla byl všestranný umělec, především malíř a grafik, působil však i jako sochař, znalec a sběratel umění, teoretik, redaktor, organizátor a diplomat. Jeho výrazná osobnost formovala směřování českého kulturního dění už krátce před první světovou válkou, ale hlavního významu měla v období meziválečném.
Často cestoval, především před první světovou válkou – po Francii, Itálii a Německu. Smyslem těchto cest bylo hlavně poznávání historického i současného výtvarného umění.
Fillovy teoretické texty vznikaly především pro časopis Volné směry, jichž byl redaktorem. Odrážely se v nich problémy, které Filla v té době řešil v malbě, a jsou tak dobrým klíčem k pochopení jeho malířského díla. Zvláštní kapitolou jsou velmi emotivní texty z Buchenwaldu, dnes sloužící spíše jako doklad doby než jako seriózní pojednání o umění, filosofii, historii atp. Filla jeden z nich charakterizuje takto: „Toto není kniha. Není to také deník. Psal jsem to v Buchenwaldě, abych nezahynul.“ Značná emotivnost, nesystematičnost a v podstatě přístup zapáleného diletanta jsou znaky všech Fillových textů, a je proto nutné k nim takto přistupovat.

## Fillova sbírka
Filla byl znalcem výtvarného umění i uměleckých řemesel. Shromáždil významnou sbírku artefaktů od středověku až po 20. století. Významnou část jeho sbírky tvořil soubor renesančních bronzů, zejména italských. Jeho hlavní sběratelský zájem se soustředil už od 20. let na mimoevropské umění. Nejdůležitější část tvořilo čínské umění od archaických dob až po Fillova současníka Čchi Paj-še. Další součástí této sbírky bylo umění Japonska, Blízkého východu, Přední Asie, Egypta a umění původních kultur Afriky, Oceánie a pokolumbovské Ameriky. Dle Marcely Rusinko se Jednalo o nejvýznamnější kolekci, jakou se kdy podařilo nashromáždit českému výtvarnému umělci 20. století. Filla odkázal sbírky své ženě Haně Fillové. Teprve po jejím tragickém úmrtí roku 1958 začal stát vymáhat na sestře Hany Fillové jako dědičce darování sbírky. Roku 1959 byly inventarizovány předměty na zámku v Peruci, včetně Fillových obrazů a předmětů z jeho vily na Ořechovce. Původní návrh na převod 435 položek sbírky, oceněných podle tehdejších kritérií na 1,62 milionu korun, měl být protihodnotou za 279 položek ponechaných dědicům (oceněných na 740 000 Kčs).
Do „darovací“ smlouvy byly zahrnuty Fillovy obrazy ze všech fází jeho tvorby od roku 1910 do roku 1949, které Filla původně odkázal své ženě. Pod záminkou, že toto dědictví nebylo přihlášeno ke zpoplatnění daní darovací, úřady v té době nově projevily zájem o Fillovu předválečnou tvorbu, ještě v roce 1954 označenou jako formalistickou a bezcennou. Ta se stala hlavním předmětem konfiskace, zatímco sbírkově méně významnou poválečnou tvorbu posledních let, kterou představovaly převážně krajiny Českého středohoří, ponechaly dědicům. K tomuto „daru“ byly dodatečně připsané soubory ze zámku v Peruci a z malířova rodiště v Chropyni. Nijak nebyl vysvětlen nesoulad mezi hodnotou takto získaného „daru“ v ceně 1,88 milionu korun a požadovanou dědickou daní ve výši 350 000 Kčs, kterou měl kompenzovat.
Ministerstvo školství a kultury uvedlo konkrétní seznam a hodnotu předmětů, které měly být „darovány“ a stanovilo, že smlouva nesmí obsahovat závazek státu disponovat s darovanými předměty určitým způsobem, zřídit museum nebo památník Emila Filly. Sbírku následně ohodnocenou na 1,33 milionu korun převzala roku 1961 Národní galerie v Praze a Uměleckoprůmyslové muzeum v Praze. Nejcennější položkou byla Podobizna dívky s černým náhrdelníkem, připisovaná Rembrandtovi. Všechny položky byly při převzetí fotograficky zdokumentovány a díky tomu existuje alespoň doklad o existenci předmětů z Fillovy sbírky mimoevropského umění. Ta byla uložena na zámku v Benešově nad Ploučnicí a roku 1969 ji z velké části zničil požár.
Po roce 1990 dědicové dar zpochybnili jako vynucený a sbírku v restituci získali. Fillova díla se pravidelně objevují v aukcích a dosahují cen v řádech milionů.

## Výstavy
- 1987 Svět Emila Filly, Galerie hlavního města Prahy, Staroměstská radnice, 10. září – 15. listopadu 1987. Texty a výběr děl: Vojtěch Lahoda, komisař výstavy: Hana Rousová.[17]
- 2019 Kubišta - Filla : Plzeňská disputace, Západočeská galerie v Plzni, výstavní síň Masné krámy, autor: Marie Rakušanová, kurátor: Petra Kočová, 7. červen – 29. září 2019[18][19]

## Ocenění a připomínky
- Roku 1998 mu byl in memoriam udělen Řád T. G. Masaryka III. třídy.
- Ve druhém patře chropyňského zámku zřídilo Muzeum Kroměřížska stálou expozici, která Fillu připomíná.
- V Peruci je pamětní síň Emila Filly (v roce 2018 byla síň nepřístupná pro spor majitelky zámku s Ústeckým krajem).[20]

## Citát
| „             | Filla, malíř rodem i vzděláním, duch hloubavý, písmácký, promýšlel styky a metody dalšího vývoje...Filla byl neproklamovanou hlavou malířů měnících názor, formy i obsah, kterým přirozeně byly blízké i výsledky grafiků, posléze i architektů, zápasících o nový sloh, jenž by odpovídal všude patrné proměně doby. Filla pracoval, přemýšlel i sledoval vývoj s bystrostí a hlavně s citem pro kvalitu, ať se projevila v kterémkoliv oboru. Jeho zájem o umění byl až učenecký a převažoval smysl pro přírodu, pokud se nestala formou. | “ |
| — V. V. Štech | |   |

## Dílo

### Publikace
- Otázky a úlohy – (SVU Mánes Praha, 1930)
- Problém renesance a Drobná plastika – (Praha 1938)
- Rembrandt – (Praha 1939)
- O svobodě – (Praha 1947)
- Psí písně v Buchenwaldě – (Praha 1947)
- O výtvarném umění (výbor obsahující: Byzanc a naše tradice (1942–1943), Česká tradice v 19. století (1938), Purkyně a česká tradice umělecká (1924), Příklad Oty Gutfreunda (1928), Naše generace impresionistů (1946), Vyznání (1946), Edvard Munch a naše generace (1938), Honoré Daumier (1909), Nová generace (1947), Stepní zvířecí styl (1932, 1935), Úvod k románské plastice (1935), Renesanční bronzy (1937), Domenico Theotocopuli el Greco (1911–1912), Carravaggiovo poslání (1925), Holandské zátiší (1916), Rembrandt (1939), Z holandského zápisníku (1916), Krajina v číském umění (1947), Práce oka (1934), O ctnosti novoprimitivismu (1911), Život a dílo (1912), Cesta tvořivosti (1916–17)) – (Praha 1948)
- Jan Van Goyen, úvahy o krajinářství – (Státní nakladatelství krásné literatury, hudby a umění, 1959)
- Práce oka (výbor obsahující:  Honoré Daumier (1909), Domenico Theotocopuli el Greco (1911–1912), Život a dílo (1912), Holandské zátiší (1916), Purkyně a česká tradice umělecká (1924), Carravaggiovo poslání (1925), Stepní zvířecí styl (1932, 1935), Práce oka (1934), O českém fašismu a jeho poměru k živé tradici národní kultury (1937), O umění lidovém a umění oficielním (1924), O lidské úzkosti, o řeči vůbec a o české řeči zvláště (1942), Byzanc a naše tradice (1942–1943), Krajina v čínském umění (1947), O výchově dětí k umění výtvarnému (1947)) – (Praha 1982)

## Galerie

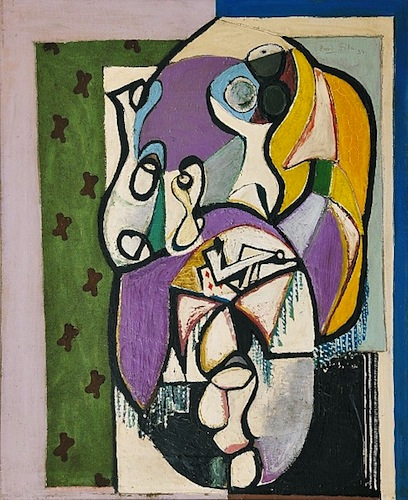
Zátiší s dýmkou, 1934
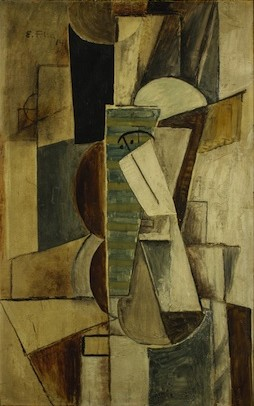
Hlava muže v cylindru, 1914
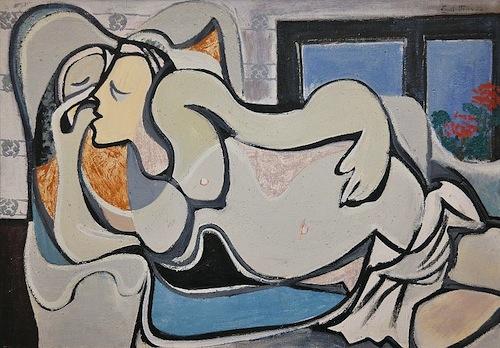
Ležící žena, 1932
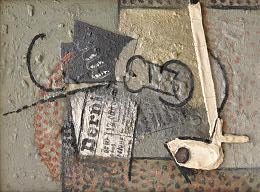
Sklenice a noviny, 1914
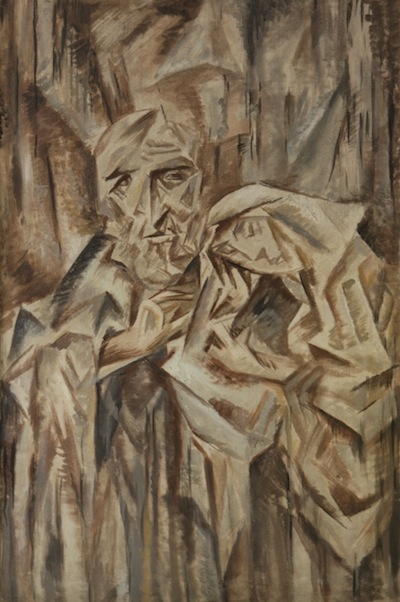
Utěšitel, 1911
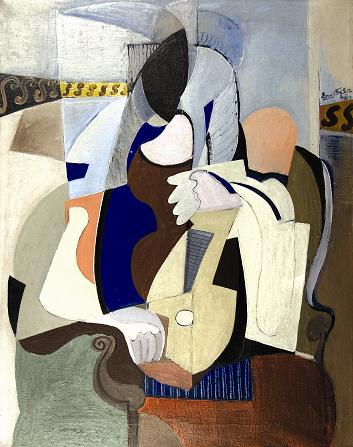
Dívka s mandolinou, 1929
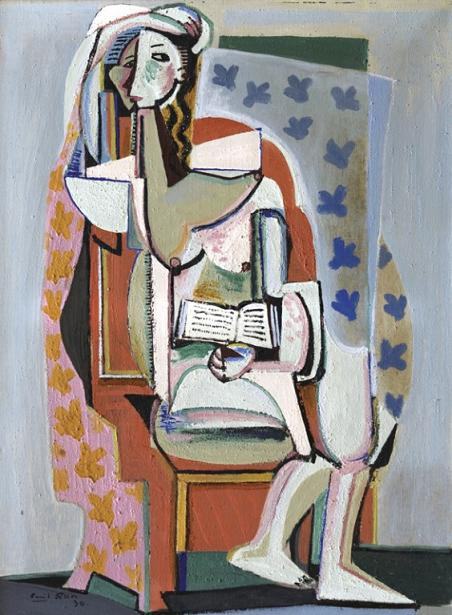
Žena v křesle s knihou, 1930
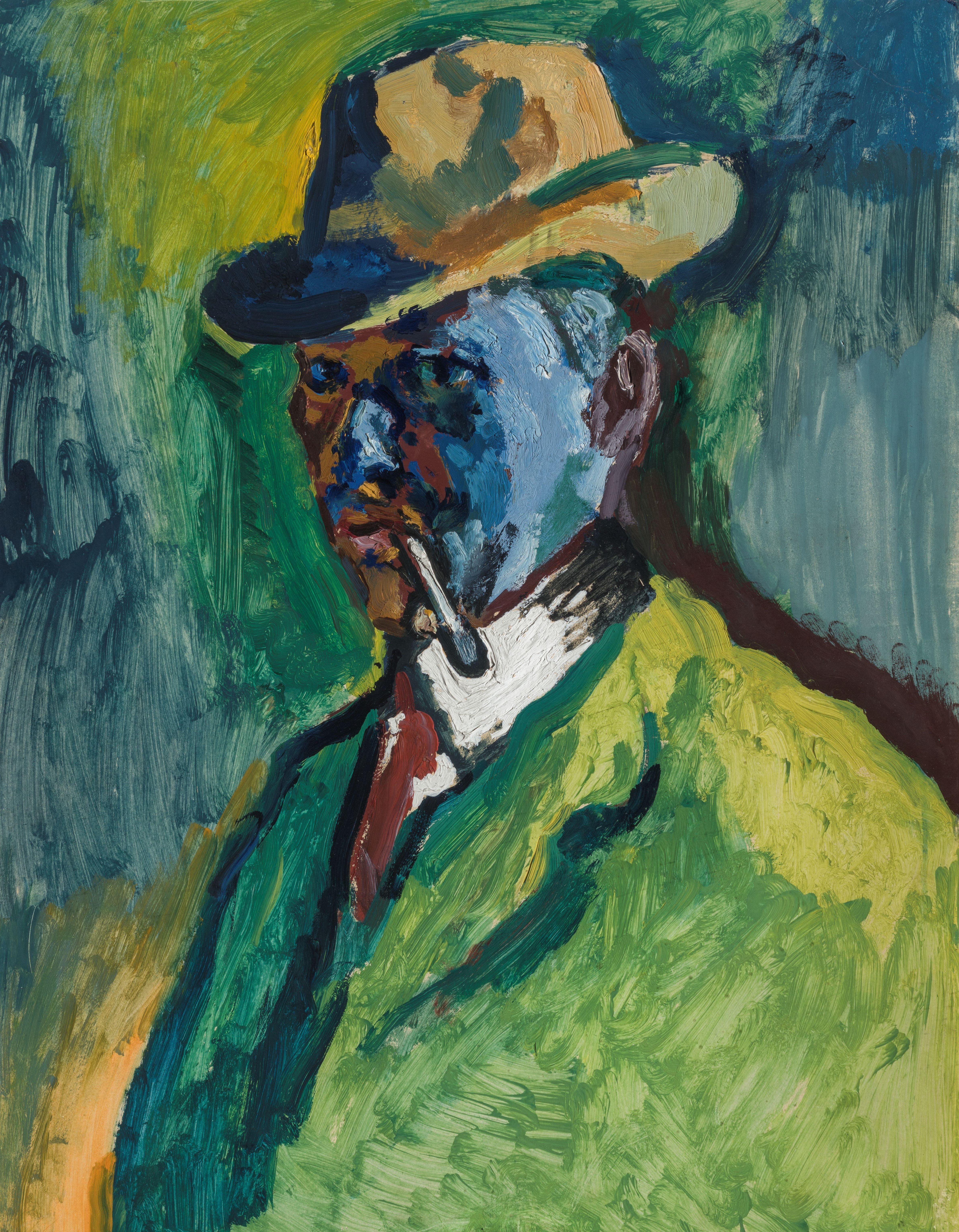
Vlastní podobizna, olej na lepence 1908